# Cimetière militaire allemand de Máleme
Le cimetière militaire allemand de Máleme, en grec moderne : Γερμανικό στρατιωτικό νεκροταφείο Μάλεμε, en allemand : Deutscher Soldatenfriedhof Maleme, est l'un des deux cimetières où se trouvent les tombes des soldats allemands morts en Grèce pendant la Seconde Guerre mondiale. L'autre cimetière est celui de Diónysos-Rapendóza, en Attique.
Le cimetière allemand est situé près de l'aéroport de Máleme, dans le district régional de La Canée, en Crète.
Il contient les tombes de 4 465 soldats de l'armée allemande, dont la plupart sont des parachutistes tués pendant l'invasion allemande de la Crète en mai 1941. Le cimetière est créé en 1974 par l'ancien commandant allemand Gericke. Des soldats allemands de toute la Crète ont été enterrés en ce lieu.